# Дмитриев, Александр Алексеевич
Алекса́ндр Алексе́евич Дми́триев (22 февраля 1854 года — 14 июня 1902 года) — пермский историк и краевед, специалист по истории Урала, автор 8-томного труда «Пермская старина».

## Жизнь и труды
Родился 22 февраля 1854 года в селе Дедюхино (горном городе Дедюхин) Соликамского уезда Пермской губернии в семье чиновника соляного ведомства.
В 1872 году он окончил Пермскую мужскую гимназию и поступил на историко-филологический факультет Казанского университета, где проявил серьёзное отношение к учёбе и трудолюбие, изучая труды классиков исторической науки. Начиная с третьего курса он специализировался в истории России, в частности, под руководством профессора Д. А. Корсакова изучал историю средневекового Новгорода. Именно тогда Александр Алексеевич решил посвятить свою жизнь изучению малоизвестной в то время истории Пермского края со времён Новгородской колонизации до Петра I.
В 1876 году окончил университет и вернулся в Пермь. С 1880 по 1890 год преподавал историю и географию в пермских гимназиях. Время летних каникул он использовал для поездок по территории Пермской губернии, собирая в местных архивах и у частных лиц оригиналы и копии старинных документов — летописи, грамоты, переписные и писцовые книги. Часть этих документов хранится в Государственном архиве Пермской области (фонд № 597). Среди них: выписки из писцовых книг Михаила Кайсарова, переписных книг Прокопия Елизарова, Фёдора Бельского и другие исторические документы XVII—XVIII веков.
С 1882 по 1902 год Дмитриев опубликовал более 140 научных работ по истории Пермского края, которые он издавал за свой счёт. Главные его труд — «Пермская старина». Из первоначально планировавшихся двенадцати томов (по четыре на каждую часть Пермской губернии) автор успел издать лишь восемь, посвящённых истории Перми Великой и зауральской части губернии:
1. Древности бывшей Перми Великой.
2. Пермь Великая в XVII веке.
3. Экономические очерки Перми Великой: Чердынский и Соликамский край на рубеже XVI и XVII вв.
4. Строгановы и Ермак.
5. Покорение угорских земель в Сибири.
6. Первые годы после Ермака и Смутное время.
7. Верхотурский край в XVII веке.
8. К истории Уральской торговли. Башкирия при начале русской колонизации.

В этом исследовании он разработал периодизацию истории колонизации Урала от первых походов новгородцев до конца XVII века, исследовал роль разных социальных классов, развитие городов. Труды Дмитриева отличались от работ его предшественников-краеведов, в частности «Пермской летописи» В. Н. Шишонко, использованием как местных, так и центральных архивов, тщательным анализом источников, логичностью изложения и аргументацией выводов. Его работы получили признание специалистов-историков и были отмечены положительными рецензиями в центральных исторических журналах. Однако в академическом издании 1895 года «Пермская старина» подверглась резкой критике со стороны С. А. Адрианова. В предисловии к седьмому выпуску Дмитриев подробно разобрал обвинения критика, доказывая их несостоятельность.
Другой известный труд Дмитриева — «Очерки из истории губернского города Перми…». В нём он продолжил «Пермскую летопись», начатую Гавриилом Сапожниковым (1759—1808), описавшим период с 1723 по 1808 год, и Фёдором Прядильщиковым, описавшим период с 1781 по 1844 год, — он дополнил её периодом с 1845 по 1890 год. В 1890—1902 годах Дмитриев работал инспектором народных училищ Соликамского и Пермского уездов. В 1890 году он был избран председателем Пермской учёной архивной комиссии. За свои достижения был удостоен почётного отзыва РАН (1895 г), избран действительным членом Финляндского общества археологии, Петербургского археологического института и других научных организаций.
Скончался 14 июня 1902 года и похоронен в Перми на Егошихинском кладбище.

## Семья
- Жена: Дмитриева (Дружинина) Екатерина Николаевна[10]
- Дочь: Ольга (р. ок. 1891)[11]

## Избранные сочинения
- Очерки из истории губернского города Перми с основания поселения до 1845 года с приложением летописи города Перми с 1845 до 1890 года. — Пермь: Типография П. Ф. Каменского, 1889.
- Пермская старина. — Пермь, 1889—1902. Вып. I, II, III, IV, V (Покорение Угорских земель и Сибири. — 1894. — XII, 220, IV с.), VI, VII, VIII.
- Биографический указатель памятных деятелей Пермского края — Пермь, 1902.
- Древний Булгар и татарские о нем предания. — Казань : Тип. Губ. правления, Ценз. 1888. — 32 с.